# Токійський національний стадіон
Токійський національний стадіон (яп. 国立霞ヶ丘陸上競技場) — колишня спортивна споруда, універсальний стадіон у районі Сіндзюку міста Токіо, Японія, що існував з 1958 по 2015 роки і був місцем проведення домашніх зустрічей збірної Японії з футболу, а також представницьких міжнародних змагань з різних видів спорту. У 2014 році стадіон було закрито, а наступного року зруйновано, після чого на його місці було побудовано Новий національний стадіон.

## Історія
Побудований на місці старого легкоатлетичного стадіону, відкритий 1958 року аби прийняти тогорічні Азійські ігри.
1964 року був головною спортивною ареною Літніх Олімпійських ігор.
1991 року приймав Чемпіонат світу з легкої атлетики.
Протягом 1980—2001 років на Національному стадіоні у Токіо відбувався матч за Міжконтинентальний кубок з футболу між клубними чемпіонами Європи та Південної Америки (також відомий як Кубок Тойоти).
У 2014 році стадіон був закритий. У зв'язку з тим, що в 2020 році Токіо прийме XXXII літні Олімпійські ігри, на його місці був побудований новий стадіон, який отримав назву Новий національний стадіон і став головною ареною Олімпійський та Паралімпійських ігор 2020 року.

## Помітні події
- 1958: Азійські ігри
- 1964: Літні Олімпійські ігри
- 1967: Літня Універсіада
- 1979: Молодіжний чемпіонат світу з футболу
- 1981—2001: Міжконтинентальний кубок
- 1991: чемпіонат світу з легкої атлетики
- 15 травня 1993: перший матч новоствореної Джей-ліги («Верді Кавасакі» — «Йокогама Марінос»)
- 1993: Юнацький чемпіонат світу з футболу
- 1996: Концерт «Три тенори»
- 2002: PRIDE Shockwave 2002
- 2003: перший матч новоствореної Топ-ліги Японії з регбі
- 2005—2008: Клубний чемпіонат світу з футболу
- 2009—2010: Фінал Ліги чемпіонів АФК